# Neula mesana
Neula mesana är en insektsart som beskrevs av Navás 1917. Neula mesana ingår i släktet Neula och familjen guldögonsländor. Inga underarter finns listade i Catalogue of Life.